# Estação Ulitsa Academika Ianguelia
Ulitsa Academika Ianguelia (em russo:  Улица Академика Янгеля) é uma das estações da linha Serpukhovsko-Timiriasevskaia (Linha 9) do Metro de Moscovo, na Rússia. Estação «Ulitsa Academika Ianguelia» está localizada entre as estações «Annino» e «Prajskaia».